# Лавринович, Дариуш
Дариуш Лавринович (также встречается Дариюс Лавринович, пол. Dariusz Ławrynowicz, лит. Darjuš Lavrinovič, род. 1 ноября 1979 в Вильнюсе, Литовская ССР) — литовский баскетболист польского происхождения.

## Биография
В начале 2000-х вместе с братом-близнецом Кшиштофом отсидел 2,5 года в тюрьме за изнасилование. Этот факт помешал впоследствии выступлениям в НБА.
В составе национальной сборной Литвы был участником чемпионатов Мира и Европы, а также Олимпийских игр.
Провел множество матчей в Евролиге в составе «Жальгириса», ЦСКА, «Реала» и «Фенербахче». Избирался во вторую символическую сборную Евролиги в 2006 году.
30 августа 2013 года подписал контракт с киевским «Будивельником», которому помог дебютировать в Евролиге. Статистика в Евролиге 2013/2014 составила 15,1 очка + 5,4 подбора + 1,8 передачи, при реализации бросков: 63,1 % со средней и ближней, а также 40,6 % с дальней дистанции. Рейтинг полезности составил 19,5 балла.
Признавался самым ценным игроком 9 тура Евролиги 2013/2014, набрав в домашней игре против «Нантерра» 44 балла рейтинга полезности.
6 марта 2014 года стал самым ценным игроком первых матчей Топ-16 Еврокубка. В матче против «Нантерра» Лавринович набрал 28 очков (двухочковые — 8/11, трёхочковые — 2/3, штрафные — 6/7), 9 подборов (2 в атаке), 2 ассиста и 3 блок-шота. Его рейтинг эффективности составил 38 баллов.
9 февраля 2014 года завоевал с «Будивельником» Кубок Украины, став самым ценным игроком Финала четырёх. В мае того же года выиграл с «Будивельником» золото украинского чемпионата, после решающего матча финальной серии получив награду самого ценного игрока сезона.

## Семья
Брат-близнец Дариуша Кшиштоф Лавринович также профессиональный баскетболист.
Дариуш женат, имеет двоих детей. Свободно говорит на литовском, русском и польском языках, неплохо владеет английским.

## Достижения

### Клубные
- Жальгирис

Чемпион Литвы: 2003, 2004, 2005
Чемпион Балтийской баскетбольной лиги: 2004/2005
Вторая сборная всех звёзд Евролиги: 2006
- УНИКС

Серебряный призёр чемпионата России: 2007
Финалист Кубка России: 2007
- Фенербахче

Чемпион Турции: 2010/2011
Обладатель Кубка Турции: 2011
- ЦСКА

Чемпион России 2011/2012
Чемпион Единой лиги ВТБ 2011/2012
Финалист Евролиги 2011/2012
- Будивельник

Чемпион Украины 2014
Обладатель Кубка Украины 2014

### Личные
- Будивельник

Самый ценный игрок Финала Четырех Кубка Украины 2014
Самый ценный игрок украинской Суперлиги 2013/2014]

### В сборной
- Литва

Бронзовый призёр чемпионата Европы: 2007.
Серебряный призёр чемпионата Европы 2013
Полуфиналист Олимпийских Игр 2008